# Пистолет (звезда)
Пистоле́т (англ. Pistol Star; также V4647 Стрельца) — яркая голубая переменная спектрального класса B, одна из ярчайших звёзд в Млечном Пути.

## Астрофизические характеристики
Масса звезды Пистолет составляет 86—92 массы Солнца. В начале исследования этой звезды приводились данные, что звезда Пистолет испускает света в 10 миллионов раз больше Солнца. Впоследствии было установлено, что её светимость равна 3,3 миллиона светимостей Солнца. За 10 секунд звезда Пистолет испускает столько же света, сколько Солнце излучает за год.. Продолжительность жизни подобных звёзд, которые относятся к классу гипергигантов, составляет, по подсчётам учёных, 3 миллиона лет. В отличие от обычных звёзд, на эволюцию звезды Пистолет оказывает существенное влияние её большая светимость, которая буквально сдувает её внешние оболочки в космос, что привело к образованию туманности Пистолет.
По подсчётам учёных, 4000—6000 лет назад звезда сбросила вещество общей массой до 10 масс Солнца, которое в настоящее время и образует туманность Пистолет. Звёздный ветер звезды в 10 миллиардов раз сильнее солнечного. Точный возраст звезды неизвестен, но он составляет примерно 2 миллиона лет, а через 1—3 миллиона лет звезда станет сверхновой или гиперновой.
Расстояние до звезды Пистолет составляет 25 000 световых лет, она расположена вблизи галактического центра.

## История исследований и этимология
Звезда Пистолет получила своё название от одноимённой туманности, которая по форме напоминает пистолет и подсвечивается данной звездой.
Звезда Пистолет могла быть видна невооружённым глазом как звезда с видимым блеском +4m. Однако звезда полностью закрыта от нас космической пылью, поэтому она видна только в инфракрасные телескопы и была открыта только телескопом Хаббл в начале 1990-х годов. В видимом диапазоне звезду увидеть невозможно, вне зависимости от мощности телескопа.
В последнее время многие подобные звёзды получили титул «самая яркая звезда». Впоследствии титулы были пересмотрены, и наибольшее реальное подтверждение самой яркой звезды имеет Эта Киля, светимость которой равна 5 миллионов светимости Солнца.

## Среди звёзд

### Масса
Звезда Пистолет является 23-й по массе звездой (по разным оценкам, в 3-4 раза менее массивная,чем крупнейшая по массе звезда во Вселенной R136a1), лишь немного уступая одной из звёзд скопления Арки. Учитывая её массу, остаток после взрыва сверхновой будет чёрной дырой. Для сравнения она ровно в 2 раза тяжелее звезды QU Наугольника.

### Размер
Несмотря на огромную массу и яркость, звезда Пистолет является лишь 51-й (см Список крупнейших звёзд) по радиусу из известных звёзд (напомним, что её диаметр — 340 радиусов Солнца). Дело в том, что крупнейшие звёзды во Вселенной — красные гипергиганты, чьи атмосферы крайне разрежены, а их спектральный класс — тусклый М. Она примерно в 2 раза меньше TV Близнецов и в 3 — U Ящерицы. Она более чем в три раза меньше Бетельгейзе и Антареса, хотя и превосходит их по яркости, но чуть ли ни в десять раза больше Полярной Звезды. Если поместить её в центр Солнечной системы, она поглотит всё до Главного пояса.

### Блеск
Светимость звезды Пистолет в 2-3 миллиона раз больше солнечной, но в 2 раза меньше Эты Киля и в 3-4 — R136a1 — самых ярких звёзд во Вселенной. Сравним же её с красными карликами — в 2 миллиарда раз ярче Звезды Тигардена - крайне тусклого красного карлика.

## Туманность Пистолет
Из-за мощного звёздного ветра верхние слои атмосферы звезды-гипергиганта сдуваются в межзвёздное пространство, в результате чего вокруг неё образовалась туманность Пистолет, массой в примерно 9-10 масс Солнца и состоящая из ионизированного газа. Диаметр туманности - примерно 4 световых года, что почти равно расстоянию от Солнца до Альфы Центавра. 
Туманность имеет сравнительно прямоугольную форму. Газ в ней разделяется на два рукава. Она получила своё название в 1980-х годах, когда были получены первые фотографии, где она имела пистолетообразную форму. Как то часто бывает с яркими голубыми переменными, облако освещается и нагревается огромной голубой звездой в центре. Возможно, звезда уже сбросила большую часть своей первоначальной массы.
Туманность расширяется со скоростью 60 км/с.